# Härnösands hospitalförsamling
Härnösands hospitalförsamling var en församling i Härnösands stift. Församlingen uppgick 1892 i Härnösands församling.

## Administrativ historik
Församlingen bildades 1845 ur Härnösands församling dit den återgick 1892.